# Chthonius iranicus
Chthonius iranicus är en spindeldjursart som beskrevs av Beier 1971. Chthonius iranicus ingår i släktet Chthonius och familjen käkklokrypare. Inga underarter finns listade i Catalogue of Life.